# Телезио (Козенца)
Телезио је насеље у Италији у округу Козенца, региону Калабрија.
Према процени из 2011. у насељу је живело 126 становника. Насеље се налази на надморској висини од 186 м.